# 茨城県立鉾田第二高等学校
茨城県立鉾田第二高等学校（いばらきけんりつほこただいにこうとうがっこう）は、茨城県鉾田市鉾田に所在する公立の高等学校。

## 設置学科
- 総合学科
  - 人文科学系列
  - 自然科学系列
  - メディア・マーケティング系列[1]
  - 生活科学系列
  - 福祉系列
- 農業科
- 食品技術科

## 沿革
- 1924年2月23日 鉾田町外八ケ村組合立実科高等女学校として開校。
- 1925年2月23日 茨城県鉾田実科高等女学校と改称。
- 1926年4月1日 茨城県立鉾田高等女学校と改称。
- 1948年4月1日 茨城県立鉾田女子高等学校と改称。普通科・家政科を設置。
- 1949年4月1日 茨城県立鉾田第二高等学校と改称。
- 1993年4月1日 家政科1学級を生活情報科に改編。
- 1995年4月1日 男女共学化。
- 2002年4月1日 生活情報科募集停止。
- 2004年4月1日 総合学科募集開始。普通科・家政科募集停止。
- 2017年10月1日 茨城県立鉾田農業高等学校との統合による（新）茨城県立鉾田第二高等学校開校。
- 2018年4月1日 農業科・食品技術科募集開始。
- 2020年3月31日 （旧）茨城県立鉾田第二高等学校・茨城県立鉾田農業高等学校閉校。

## 年間行事
- 4月　 入学式 / オリエンテーション
- 5月　 進路ガイダンス / 体力テスト
- 6月　 野球応援練習 / 球技大会
- 7月　 三者面談 / 野球応援
- 8月　 学習合宿 / 中学生体験入学
- 9月　 生徒会立会演説会
- 10月　体育祭（隔年）
- 11月　文化祭（隔年）
- 12月　学習懇談会 / 修学旅行
- 1月　 学年末考査
- 2月　 卒業式

## 部活動
運動部ではソフトテニス部が関東大会出場などの成績を残している。
また、文化部では写真部が街の活性化を目的とした活動をし、様々なメディアで取り上げられている。
さらに生物部では地元の特産品メロンに着目した研究を行なっており、賞も受賞している。

### 運動部
- ソフトテニス部（男・女）
- サッカー部
- 野球部
- ハンドボール部（男・女）
- 弓道部（男・女）
- 剣道部（男・女）
- バドミントン部（男・女）
- 卓球部（男・女）
- バレーボール部（男・女）
- バスケットボール部（男・女）
- 陸上部（男・女）

### 文化部
- 吹奏楽部
- 書道部
- 調理部
- 生花部
- 茶道部
- 邦楽部
- 美術部
- 演劇部
- 文芸部
- 生物部
- 写真部
- 家庭クラブ
- コンピュータ部

## 著名な出身者
- 山口やちゑ - 元茨城県副知事、茨城県立歴史館長
- 磯山さやか - グラビアアイドル、タレント
- 大盛真歩 - AKB48[2]